# شبكة ريد هات
شبكة ريد هات (بالإنجليزية: Red Hat Network)‏ وتختصر إلى RHN هو نظام يدار من قبل ريد هات يجعل التحديثات والترقيعات وإصلاحات الأخطاء الخاصة بالحزم المتضمنة في ريد هات لينكس وريد هات إنتربرايس لينكس متاحة للمشتركين.